# Piedra Tuza
Piedra Tuza är en ort i Mexiko.   Den ligger i kommunen Acatepec och delstaten Guerrero, i den sydöstra delen av landet, 240 km söder om huvudstaden Mexico City. Piedra Tuza ligger 1 556 meter över havet och antalet invånare är 124.
Terrängen runt Piedra Tuza är kuperad österut, men västerut är den bergig. Runt Piedra Tuza är det ganska glesbefolkat, med 42 invånare per kvadratkilometer. Närmaste större samhälle är Acatepec, 1,6 km norr om Piedra Tuza. I omgivningarna runt Piedra Tuza växer huvudsakligen savannskog.